# Каппони, Лодовико (младший)
Лодови́ко Каппо́ни-мла́дший (итал. Lodovico Capponi juniore; 19 марта 1534, Флоренция, Флорентийское герцогство — 6 мая 1614, Флоренция, Великое герцогство Тосканское) — итальянский банкир, меценат и дворянин, представитель семейства Каппони.

## Биография

### Ранние годы
Родился во Флоренции 19 марта 1534 года. Происходил из семьи флорентийских патрициев и банкиров. Он был последним седьмым ребёнком и третьим сыном Лодовико Каппони-старшего от его второй супруги Катерины, урождённой Ридольфи. При рождении был назван Нери, но после смерти отца, случившейся в том же году, мать дала ему новое имя в память об умершем супруге. Обучался в школе известного лингвиста Лодовико Буонаккорси из Сан-Джиминьяно, сотрудничавшего с Пьетро Веттори в подготовке к изданию работ Цицерона.
Лодовико унаследовал от отца солидное состояние. В юности он вёл разгульный образ жизни. Его ухаживания за дамой из семьи Содерини, которую выдали замуж за представителя семьи Строцци, привели к серьёзной драке с её супругом. В 1552 году, после участия в конфликте с членами семьи Бучерелли, родственники отправили его в Рим к кардиналу Джованни Сальвиати. Затем Лодовико отправился в Неаполь, где был принят при дворе вице-короля дона Педро Альварес де Толедо. После он побывал в Венеции и Болонье, откуда вернулся обратно во Флоренцию.

### Брак и потомство
Во Флоренции Лодовико влюбился в красавицу и богатую наследницу Маддалену, дочь Бернардо Веттори и Джиневры, урождённой Бартолини, на руку и приданое которой претендовали женихи из влиятельных флорентийских семей, среди которых особенно выделялись представители семей Сальвиати и Медичи ди Оттаяно. Флорентийский герцог Козимо I попытался выдать Маддалену за своего кондотьера Сиджизмондо де Росси из рода маркграфов и графов Сан-Секондо, но мать девушки отказалась отдать дочь за не флорентийца. Маддалена ответила на чувство Лодовико взаимностью. Юноша обратился за поддержкой к богатым родственникам, но те, узнав о том, что против свадьбы был флорентийский герцог, в помощи отказали. Козимо I написал два письма, к Лодовико и к матери его избранницы, в которых запретил им вести переговоры о браке. На Маддалену, не желавшую отказываться от свадьбы с Лодовико, оказывалось сильное давление. Девушка укрылась в монастыре доминиканок в Прато, но была вынуждена оставить обитель, чтобы по требованию Козимо I стать дамой в свите его супруги, герцогини Элеоноры Альварес де Толедо. Лодовико искал поддержку среди влиятельных вельмож при дворе во Флоренции, среди которых были кондотьеры Луис Альварес де Толедо и Кьяппино Вителли. Только уступив просьбе феррарского герцога Альфонсо II, Козимо I дал согласие на брак Маддалены и Лодовико. Церемония бракосочетания состоялась 21 июля 1558 года в церкви Святого Петра в Скерраджо.
История любви Лодовико и Маддалены нашла отражение в поэзии Джован Баттисты Строцци, Якопо Питти и Франческо Бокки. А Джироламо Гвиччардини ошибочно видел в ней образец противостояния авторитарному правлению Медичи. Вскоре после женитьбы Лодовико стал одним из приближённых придворных флорентийского герцога. Приданое супруги ещё больше упрочило его материальное положение. В их браке родились шестеро детей, двое сыновей — Джулио и Бернардино и четыре дочери — Виктория, вышедшая замуж за Джованфранческо Луиджи Ридольфи, Клариса, вышедшая замуж за Марио ди Никколо Дони, Джованна и Маддалена, обе принявшие монашеский постриг.

### Деятельность
В 1558 году Лодовико сопровождал Лукрецию Медичи к супругу в Феррару. В 1560 году он посетил Рим в свите флорентийского герцога. В 1570 году он снова побывал в апостольской столице, где присутствовал на церемонии присвоения Козимо I титула великого герцога Тосканы. Лодовико участвовал в погребении великого герцога, умершего в 1574 году. В 1584 году он находился в свите принцессы Элеоноры Медичи, дочери великого герцога Франческо, которая вышла замуж за наследного принца Мантуи и Монферрато. В 1560—1586 годах вёл тяжбу с братом Джироламо за наследство их дяди Франческо. В 1570 году в Риме вступил в конфликт с апостольским нотариусом Джулио Курто из-за наследства, положенного его супруге от апостольской палаты. Конфликт обострился настолько, что весной 1571 года он оплатил нападение на виллу апостольского нотариуса и покушение на него самого. За это римский папа Пий V отлучил Лодовико от церкви, подверг штрафу в три тысячи дукатов и пожизненному заключению. Впоследствии все эти прещения были сняты с него римским папой Григорием XIII. Тяжба Лодовико с апостольской палатой осталась не завершённой. Он был тесно связан с семьёй Фарнезе через кардинала Алессандро Франезе. Умер во Флоренции 6 мая 1614 года.

### Меценатство
В молодости некоторое время Лодовико думал заняться военной карьерой, но по совету друга, писателя Франческо Джоконди, увлёкся литературой. Он не написал ничего выдающегося, однако был принят во Флорентийскую академию. Лодовико был дружен со многими писателями-современниками. Бенедетто Варки посвятил ему сборник сельских сонетов и одну из своих лекций из цикла «Пять вопросов любви», прочитанных им во Флорентийской академии в 1554 году. Свои произведения Лодовико посвящали Лионардо Сальвиати, Лука делл’Антелла. На его вилле Панеретта, украшенной фресками предположительно кисти Бернардино Поччетти, подолгу гостили деятели искусства и культуры. На ней провёл свои последние годы писатель-гуманист Джироламо Муцио, которого после смерти похоронили за счёт Лодовико в церкви Святого Руфиниана. По заказу Лодовико Бернардино Поччетти были расписаны церковь Святой Фелициты и дворец Каппони-Веттори.
В 1572 году между Лодовико и монахиней-доминиканкой Екатериной Риччи завязалась переписка, которая продолжалась многие годы. Он, как и другие представители семьи Каппони, оказывал покровительство монастырю Святого Викентия в Прато, в котором жила эта монахиня. Во многом благодаря её влиянию Лодовико с большим уважением относился к монаху-доминиканцу Джироламо Савонароле.

## В культуре
В собрании частной Коллекции Фрика в Нью-Йорке хранится «Портрет Лодовико Каппони-младшего» кисти Аньоло Бронзино, датируемый 1550—1555 годами.